# Broadway Calls
Broadway Calls is een Amerikaanse poppunkband afkomstig uit Rainier, Oregon die is opgericht in 2005. De band heeft drie studioalbums uitgebracht en heeft vaak door de Verenigde Staten en Canada getoerd. Ook heeft de band concerten gegeven in Europa. Bands waarmee Broadway Calls heeft getoerd omvatten onder andere Alkaline Trio, The Gaslight Anthem, Rancid, The Bouncing Souls, en Bad Religion.

## Geschiedenis

### Het begin (2005-2006)
Broadway Calls werd opgericht in de winter van 2005/2006 door gitarist en zanger Ty Vaughn, basgitarist en zanger Matt Koenig, gitarist Robert Baird en drummer Josh Baird. Josh, Robert en Ty hadden vóór de oprichting van deze band al jaren met elkaar gewerkt, onder andere in hun vorige band Countdown To Life. Na het spelen van een debuutshow nam Broadway Calls een sink-or-swim-aanpak en ging gelijk op tournee met labelgenoot Daggermouth. De tour was een succes en Broadway Calls verkreeg wat meer naamsbekendheid. Eind 2005 bracht de band de ep Call the Medic uit via het platenlabel State of Mind Records.

### Broadway Calls(2007-2008)
De band bleef na de uitgave van de eerste ep onder contract staan bij State of Mind Records in de VS, maar besloot om het distributiepotentieel uit te breiden door te tekenen bij het platenlabel Smallman Records in Canada. Op 10 juli 2007 werd het debuutalbum Broadway Calls uitgegeven via deze twee labels. Het album werd geproduceerd door Willie Samuels. De band ging vervolgens opnieuw op een Amerikaanse tournee.
Binnen een jaar na de uitgave van het debuutalbum tekende de band een contract bij het Amerikaanse platenlabel Adeline Records, het label van Green Day-zanger Billie Joe Armstrong. Het debuutalbum van de band werd vervolgens heruitgebracht op 18 maart 2008 via Adeline Records. Begin 2008 ging de band op tournee, samen met Ruiner. De tour begon aan de westkust en eindigde in Tennessee. Halverwege de tour verliet Robbert Baird de band naar aanleiding van de geboorte van zijn dochter. Deze tour werd gevolgd door een tournee in februari 2008 door de westelijke helft van de VS. De band op 15 juli 2008 een splitalbum met de Amerikaanse poppunkband Teenage Bottlerocket via Adeline Records. Dit album was verkrijgbaar in vijf verschillende kleuren.

### Good Views, Bad News(2009-2010)
Na het einde van hun tournee in 2008 ging de band terug naar huis om het vervolgalbum te schrijven en op te nemen. De band boekte en speelde ook een Europese tournee met Alkaline Trio begin 2009, die begon op 22 januari 2009 en eindigde op 17 februari 2009. De tour besloeg shows in België, Duitsland, Nederland, Oostenrijk, Italië, Zwitserland, Frankrijk en Engeland. Kort voor deze tour kondigde de band via MySpace op 6 januari 2009 aan dat ze hadden getekend bij het platenlabel SideOneDummy Records voor de uitgave van het tweede studioalbum.
Toen Broadway Calls thuiskwam van de tour begon de band met het werken aan het volgende studioalbum. Vanaf dinsdag 10 maart vertrokken ze naar Fort Collins, Colorado om bijna twintig nummers op te nemen in The Blasting Room. Daar zouden ze hun tweede studioalbum opnemen met muziekproducent Bill Stevenson, drummer voor de punkbands Descendents en Only Crime. Pre-productie was voltooid op 15 maart, waardoor het aantal nummers teruggebracht was naar dertien. De band was klaar met het opnemen en mixen van het album op 8 april.
Op 14 mei 2009 onthulde SideOneDummy Records de titel van het tweede studioalbum: Good Views, Bad News. Het album werd uitgegeven op 18 augustus 2009. Op 1 juni 2009 kondigde SideOneDummy de uitgave van de eerste single van het album aan, getiteld "Be All That You Can't Be". De single werd uitgegeven op 21 juli 2009.
Matt Koenig verliet de band begin juni 2010. Koenig werd vervangen door Adam Willis, die eerder had gespeeld met Josh Baird en Ty Vaughn in Countdown to Life.

### Toxic Kids(2011-heden)
In de loop van 2011 raakte Broadway Calls weer in de studio en bereidde de band zich voor om een nieuwe ep op te nemen en uit te brengen in het najaar van 2011. Dit ging vooraf aan de uitgave van het derde studioalbum van de band, getiteld Comfort/Distraction (2013). De nieuwe ep werd opgenomen in de opnamestudio The Atomic Garden in San Francisco, die eigendom is van Jack Shirley van de band Comadre. Op 15 september 2011 werd via Facebook aangekondigd dat de nieuwe ep midden tot eind oktober 2011 op vinyl en in 4 kleuren zou worden uitgegeven. All for Hope Records verzorgde de uitgave in de VS en Banquet Records in het VK. De titel van de zes nummers tellende ep is Toxic Kids.

## Leden
| Huidige leden - Ty Vaughn - gitaar, zang - Adam Willis - basgitaar - Josh Baird - drums | Voormalige leden - Robbie Baird - gitaar - Chris Spencer - gitaar - Matt Koenig - basgitaar, achtergrondzang |

## Discografie
Studioalbums
- Broadway Calls (2007, Smallman/State of Mind Records)
- Good Views, Bad News (2009, SideOneDummy Records)
- Comfort/Distraction (2013, No Sleep Records)

Ep's
- Call the Medic (2006, State of Mind Records)
- Toxic Kids (2011, All For Hope Records/Banquet Records)

Splitalbums
- The Riot Before/Broadway Calls Split  (2007, Banquet Records/All for Hope Records)
- Broadway Calls/Teenage Bottlerocket Split  (2008, Adeline Records)
- Vision Quest (met Mixtapes, 2012, No Sleep Records)

| Jaar | Titel                      | Album                |
| ---- | -------------------------- | -------------------- |
| 2008 | "Call It Off"              | Broadway Calls       |
| 2008 | "Back To Oregon"           | Broadway Calls       |
| 2009 | "Be All That You Can't Be" | Good Views, Bad News |
| 2010 | "Midnight Hour"            | Good Views, Bad News |

| Jaar | Titel                      | Regisseur    |
| ---- | -------------------------- | ------------ |
| 2008 | "Call It Off"              | Jeff Altrock |
| 2008 | "Back To Oregon"           | Josh Landan  |
| 2009 | "Be All That You Can't Be" | Josh Landan  |
| 2010 | "Basement Royalty"         |              |